# Norden, Aurich
Norden là một thị xã ở huyện Aurich, trong bang Niedersachsen, nước Đức. Đô thị Norden, Aurich có diện tích 106,33 km². Đô thị này nằm bên bờ Biển Bắc tại Đông Frisia.